# Жеоврессе
Жеоврессе́ (фр. Géovreisset) — коммуна во Франции, находится в регионе Рона — Альпы. Департамент — Эн. Входит в состав кантона Южная Ойонна. Округ коммуны — Нантюа.
Код INSEE коммуны — 01171.

## География
Коммуна расположена приблизительно в 380 км к юго-востоку от Парижа, в 85 км северо-восточнее Лиона, в 31 км к востоку от Бурк-ан-Бреса.
Большая часть территории коммуны покрыта лесами.

## Климат
Климат полуконтинентальный с холодной зимой и тёплым летом. Дожди бывают нечасто, в основном летом.

## Население
Население коммуны на 2010 год составляло 903 человека.
| 1962 | 1968 | 1975 | 1982 | 1990 | 1999 | 2010 |
| ---- | ---- | ---- | ---- | ---- | ---- | ---- |
| 169  | 163  | 228  | 293  | 450  | 763  | 903  |

## Администрация
| Период | Период | Фамилия       | Партия | Примечания |
| ------ | ------ | ------------- | ------ | ---------- |
| 1995   | 2008   | Пьер Ропост   |        |            |
| 2008   | 2020   | Жаннин Морель |        |            |

## Экономика
В 2010 году среди 607 человек трудоспособного возраста (15—64 лет) 480 были экономически активными, 127 — неактивными (показатель активности — 79,1 %, в 1999 году было 76,1 %). Из 480 активных жителей работали 451 человек (248 мужчин и 203 женщины), безработных было 29 (11 мужчин и 18 женщин). Среди 127 неактивных 48 человек были учениками или студентами, 36 — пенсионерами, 43 были неактивными по другим причинам.

## Фотогалерея

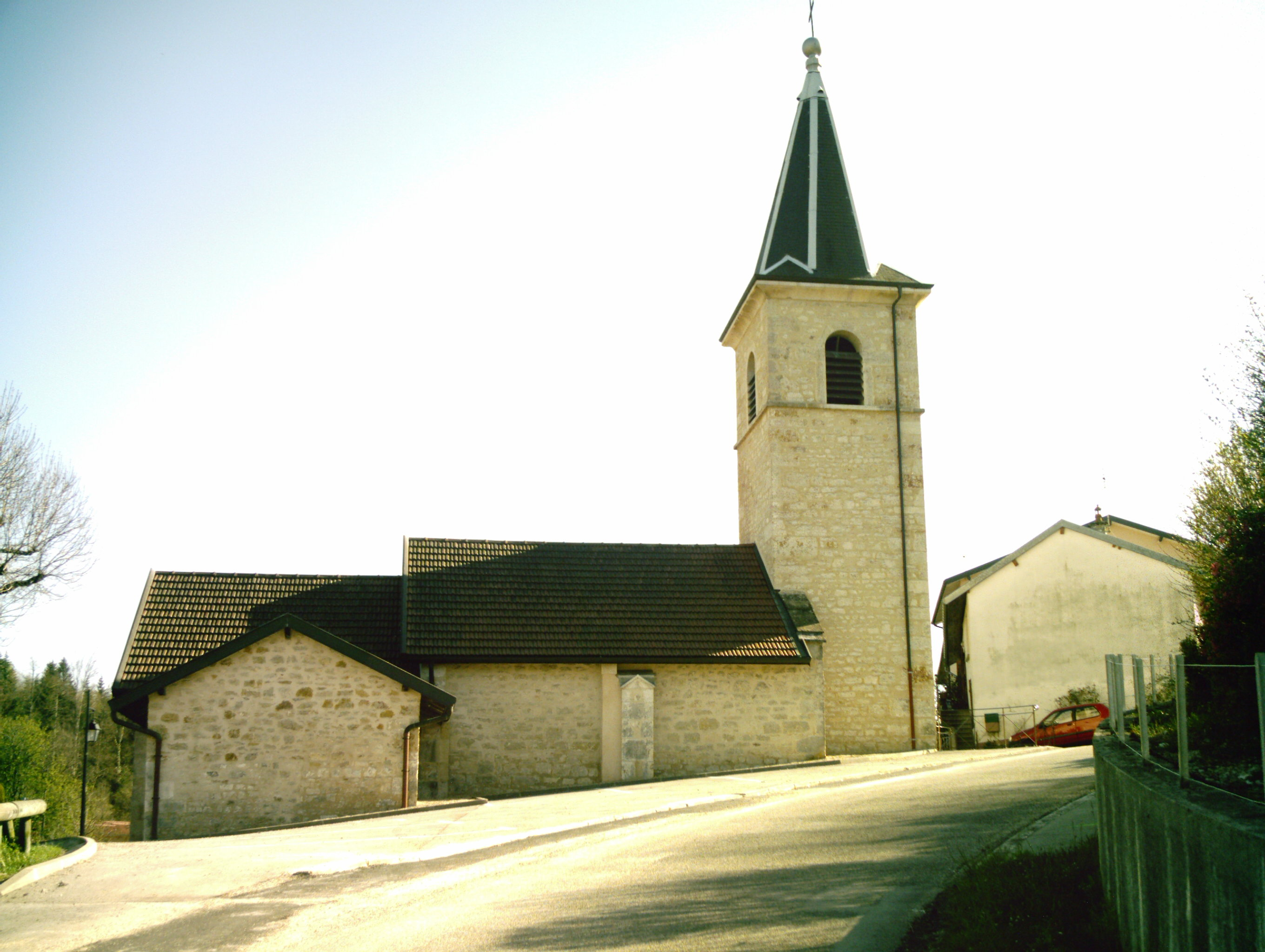
Церковь
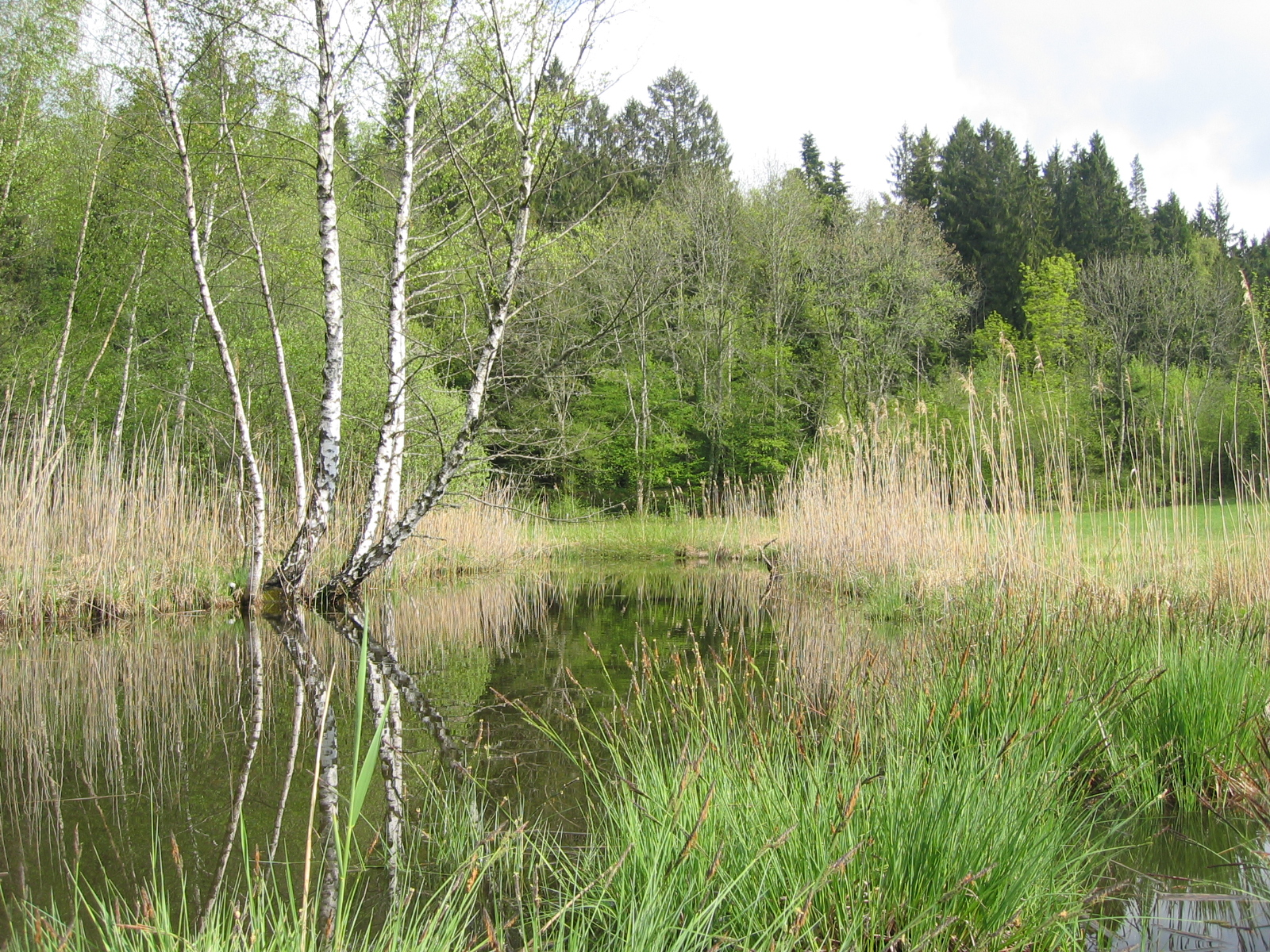
Пруд и лес
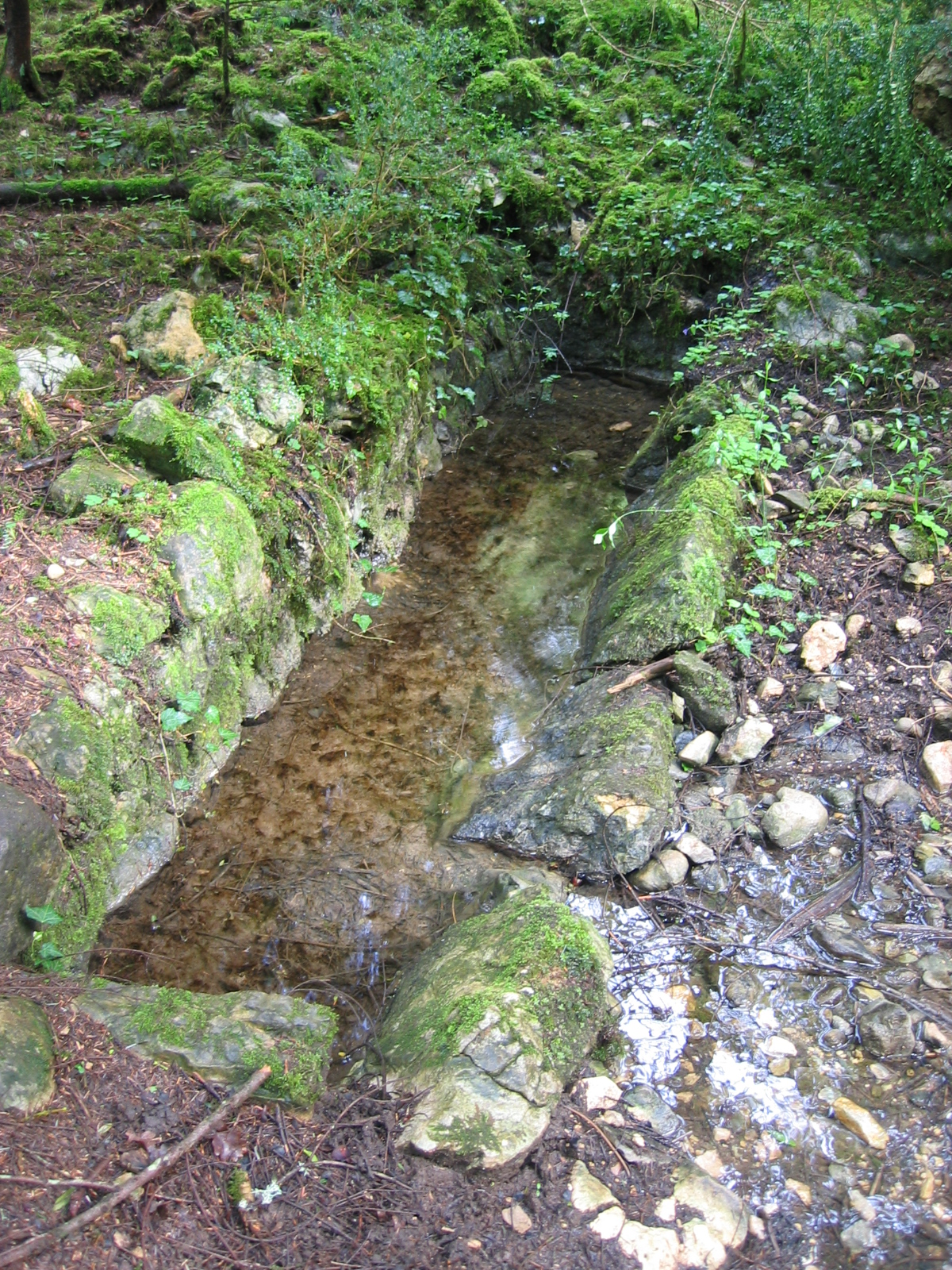
Родник в лесу
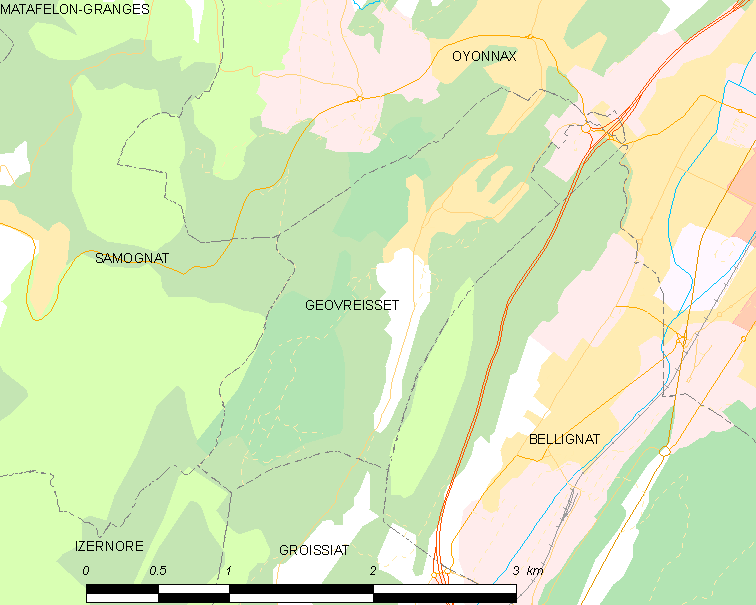
Карта коммуны